# Воєнні ігри
«Воєнні ігри» (англ. WarGames) — американський науково-фантастичний фільм-трилер 1983 року.
Американське військове командування виявляє, що частина людей, відповідальних за запуск ядерних ракет в разі нападу СРСР не наважиться повернути стартовий ключ і тим самим знищити мільйони людей. Тому цей обов'язок доручають суперкомп'ютеру WOPR, який вже протягом багатьох років шукає стратегії найуспішнішого ведення ядерної війни. Хакер-школяр Девід Лайтман шукає фірму, яка розробляє відеоігри, але замість неї знаходить ігри, на яких WOPR вчився мислити логічно і шукати нові рішення. Запустивши одну таку гру, Девід не підозрював, що військові сприймуть її за підготовку до справжньої війни.

## Сюжет
Американське військове командування проводить випробування для людей, відповідальних за пуск ядерних ракет у випадку, якщо СРСР почне ядерну війну першим. Однак, 22 % військових за пультом керування відмовляються запустити ракети, знаючи, що це призведе до загибелі мільйонів невинних. Тому головний інженер NORAD Джон Маккітрік з колегами розповідає про мережу комп'ютерів і датчиків WOPR, що відслідковує ознаки початку ядерної війни. Він пропонує під'єднати систему до пускових шахт, і вона за наказом президента запустить ракети самотужки.
Старшокласник Дейв Лайтмен — геніальний хакер, попри свій вік. Він зламує комп'ютер своєї школи, де зберігаються оцінки, та виправляє їх собі та подрузі Дженніфер. Сама Дженніфер проти цього, бо так нечесно, але Дейв все одно змінює їй оцінку на вищу. Наступного дня Дженніфер вирішує все ж звернутися до нього за допомогою. Дейв ділиться з подругою планами викрасти ще не видані відеоігри в розробників. Демонструючи свої вміння з хакерства, Дейв випадково знаходить в мережі програми, які вважає відеоіграми, але доступ до них закодовано. Насправді ж це програми-симуляції, на яких WOPR відпрацьовував різні сценарії воєнних дій.
Заінтригований, Дейв розповідає про знахідку знайомому програмісту. Той підозрює, що програми належать військовим, бо містять основи стратегії, але це не зупиняє Дейва. Хлопець здогадується, що код — це ім'я сина творця першої програми «Лабіринт Фалкена» — Джошуа. Отримавши доступ до ігор, Дейв виходить на зв'язок зі штучним інтелектом WOPR і обирає пограти в гру «Глобальна термоядерна війна». WOPR спершу пропонує зіграти в шахи, але Дейв наполягає на саме цій грі. Школяр грає за СРСР і задає цілі для атаки. Військові в NORAD отримують ці відомості як ще одне випробування, не здогадуючись, що це симуляція. Вони готують стратегічні бомбардувальники до вильоту й завдання удару у відповідь, але сумніваються в достовірності даних, бо не отримали підтвердження з супутників. Батьки кличуть хлопця прибрати сміття, розкидане собакою, і він вимикає комп'ютер. Відповідно, в NORAD зникають всі сигнали про атаку з боку СРСР. Програмісти визначають факт втручання в мережу та що це відбулося з Сієтла.
Згодом Дейв бачить у новинах репортаж про хибне повідомлення щодо ядерної атаки. Хлопець підозрює, що причетний до цього і в розпачі дзвонить Дженніфер. Дівчина запевняє його, що військові не знайдуть Дейва, бо якби могли, то вже зробили б це. Несподівано WOPR звертається до нього через комп'ютер і пропонує продовжити гру, бо якщо її не буде виграно за 52 годин, WOPR автоматично завдасть удару по заздалегідь закладених цілях.
Вистеживши місцезнаходження Дейва, військові заарештовують хлопця. Маккітрік вважає його радянським шпигуном і не вірить, що школяр міг отримати доступ до системи самотужки. Підозрам сприяє те, що Дейв раніше забронював через мережу квитки в Париж для себе й Дженніфер. Коли Маккітрік іде обговорити це з колегами, Дейв зауважує, що рівень загрози підвищився. WOPR згадує про таємну адресу Фалкена. Тоді Дейву тікає з NORAD, змішавшись із журналістами, які прибули розпитати військових що сталося насправді. Дейв вирушає автостопом за вказаною адресою. Дорогою він телефонує Дженніфер і вона приєднується до пошуків.
Дейву вдається розшукати Фалкена, котрий розповідає, що не навчив WOPR головного — іноді перемагає той, хто відмовляється грати. Дейв вмовляє Фалкена поїхати на базу NORAD, щоб зупинити гру. Той спершу відмовляється, міркуючи, що в усякому разі ядерна війна неминуча. Дейв заперечує, кажучи, що смерть сина зробила Фалкена песимістом, і той погоджується допомогти. Тим часом рівень небезпеки зростає, військові СРСР готуються до справжньої війни. Через це в'їзд до NORAD автоматично закривається, але Фалкен з Дейвом і Дженніфер встигають потрапити всередину.
Фалкен звертається до військових з питанням — хіба ворог атакував би, знаючи, що в результаті обидві сторони будуть взаємно знищені? Генерал Джек Берінгер телефонує президенту й каже, що повідомлення про атаку хибне. Інші американські військові бази не підтверджують пуск радянських ракет. У цей момент на глобальній карті спалахує перший ядерний вибух, однак звідти повідомляють, що вибуху не було.
Проте WOPR продовжує гру і починає автоматичний запуск ракет. Оскільки він не має кодів доступу, то підбирає їх перебором можливих варіантів. Фалкен з'ясовує, що просто вимкнути WOPR неможливо — тоді автоматичні системи ракетних шахт отримають сигнал, нібито головна база NORAD знищена, і запустять ракети в автономному режимі.
Дейв, щоб зупинити WOPR, намагається переконати його на прикладі хрестиків-нуликів, що не у всіх іграх можливо виграти. WOPR прагне обчислити виграшну стратегію, проте ніяк не може її підібрати. Переставши моделювати гру «хрестики-нулики», він повертається до «Глобальної термоядерної війни», перебираючи можливі сценарії. В усіх випадках війна закінчується взаємним знищенням, з чого WOPR робить висновок, що єдиним виграшним кроком є не починати гру. Він скасовує пуск ракет і пропонує зіграти в шахи.

## У ролях
| Актор           | Роль               |
| --------------- | ------------------ |
| Метью Бродерік  | Девід              |
| Дебні Коулмен   | Маккітрік          |
| Джон Вуд        | Фалкен             |
| Еллі Шиді       | Дженніфер          |
| Баррі Корбін    | генерал Берінгер   |
| Хуанін Клей     | Пет Гілі           |
| Кент Вільямс    | Кабот              |
| Денніс Липскомб | Ватсон             |
| Джо Дорсі       | Конлі              |
| Ірвінг Мецман   | Ріхтер             |
| Майкл Інсайн    | помічник Берінгера |
| Вільям Богерт   | містер Лайтман     |
| Сьюзен Девіс    | місіс Лайтман      |
| Джеймс Толкан   | Віган              |
| Девід Кловер    | Стокман            |
| Дрю Снайдер     | Айерс              |
| Джон Гарбер     | капрал у лазареті  |
| Дункан Вілмор   | майор Лем          |
| Біллі Рей Шаркі | аналітик           |
| Джон Спенсер    | Джеррі             |
| Майкл Медсен    | Стів               |